# Géronce
 Géronce  (en euskera: Jeruntze) es una población y comuna francesa, en la región de Aquitania, departamento de Pirineos Atlánticos, en el distrito de Oloron-Sainte-Marie y cantón de Oloron-Sainte-Marie-Ouest.

## Demografía
| 712 | 654 | 717 | 724 | 790 | 841 | 851 | 848 | 853 | 801 | 802 | 716 | 661 | 715 | 703 | 678 | 637 | 661 | 640 | 601 | 608 | 595 | 583 | 541 | 502 | 403 | 421 | 424 | 367 | 325 | 347 | 369 | 376 | 425 |
| Para los censos de 1962 a 1999 la población legal corresponde a la población sin duplicidades (Fuente: INSEE [Consultar]) |     |     |     |     |     |     |     |     |     |     |     |     |     |     |     |     |     |     |     |     |     |     |     |     |     |     |     |     |     |     |     |     |     |

## Economía
La principal actividad es la agrícola (ganadería, policultivo y pastos).